# Diant Ramaj
Diant Ramaj (* 19. září 2001) je německý fotbalista, který hraje jako brankář za dánský klub Kodaň, kde je na hostování z německého klubu Borussia Dortmund.
Na mládežnické úrovni hrál za Cannstatt (do 2012), Stuttgart (2012–2015), Stuttgarter Kickers (2015–2018) a Heidenheim.
Svou seniorskou kariéru začal v Heidenheimu, v letech 2021–2023 hrál za Eintracht Frankfurt. V letech 2023–2025 hrál v Nizozemsku, v Jong Ajax a Ajaxu. Od roku 2025 je hráčem Borussie Dortmund, ze které byl poslán na hostování do Kodaně.
Byl mládežnickým reprezentantem Německa, hrál za reprezentace do 18, 19 a 20 let.